# Feuerschiff Elbe 2

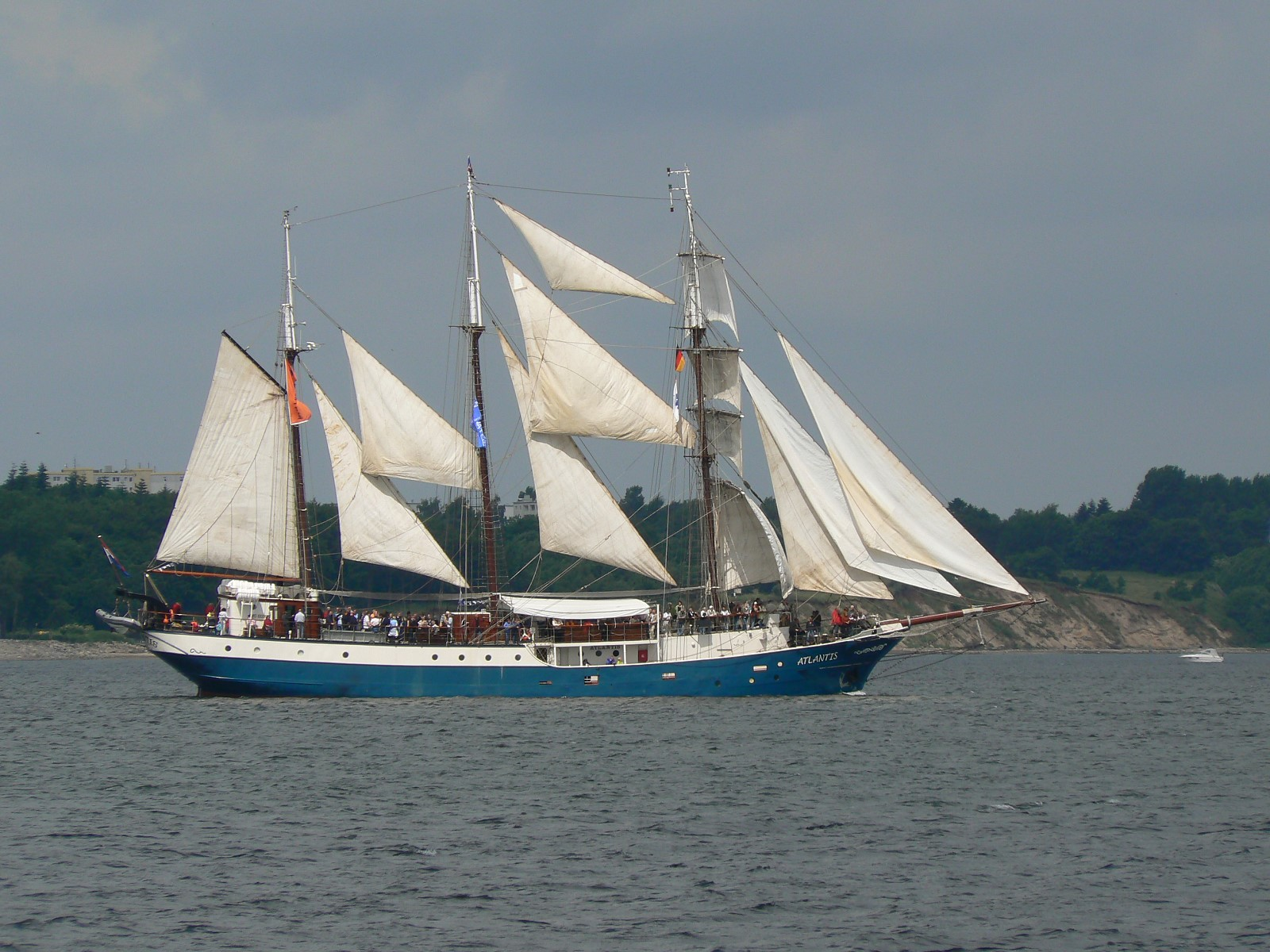
Das ehemalige Feuerschiff Bürgermeister Bartels, heute Atlantis

Elbe 2 war eine Feuerschiffsposition vor der Elbmündung.
Sie befand sich von 1905 bis 1974 auf 53° 59′ 37″ N, 8° 24′ 51″ O, ungefähr sechs Seemeilen östlich der Position Elbe 1.
Das letzte Feuerschiff auf dieser Station, die Bürgermeister Bartels, benannt nach Johann Heinrich Bartels, lag von 1945 bis 1974 auf dieser Position und wurde daher auch oftmals als Feuerschiff ELBE 2 angesprochen.
1984/85 wurde die Bürgermeister Bartels zum Passagierschiff umgebaut und fährt seitdem unter dem Namen Atlantis. Ihr Heimathafen ist Hoorn in den Niederlanden.